# James Taylor Ellyson

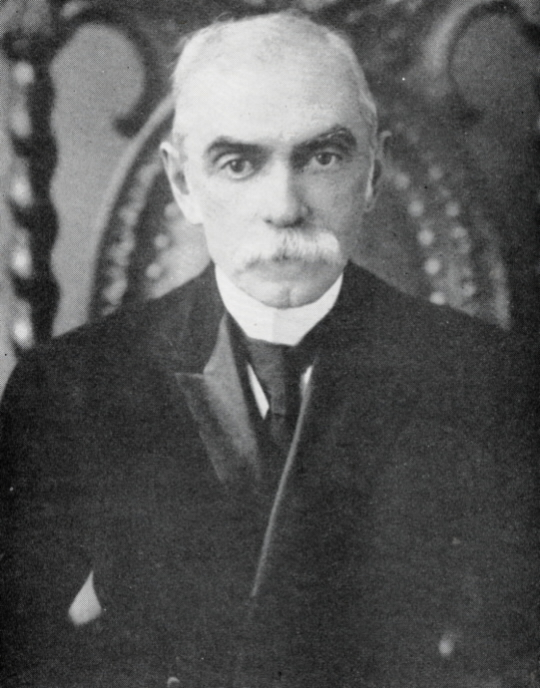

James Taylor Ellyson, född 20 maj 1847 i Richmond, Virginia, död där 18 mars 1919, var en amerikansk demokratisk politiker. Han var viceguvernör i delstaten Virginia 1906–1918.
Ellyson studerade vid Columbian College, Richmond College och University of Virginia. Han deltog i amerikanska inbördeskriget i Amerikas konfedererade staters armé. Han var ledamot av Virginias senat 1885–1888.
Ellyson var Richmonds borgmästare i tre mandatperioder 1888–1894. Ellyson efterträdde 1906 Joseph Edward Willard som viceguvernör och efterträddes 1918 av Benjamin Franklin Buchanan.
Baptisten Ellyson avled 1919 och gravsattes på Hollywood Cemetery i Richmond.